# Trem das Onze
Trem das Onze (litt. Train de onze heure) est une chanson brésilienne écrite et composée par Adoniran Barbosa sortie en 1964.

## Histoire
La chanson fait référence au tramway da Cantareira (pt), dont la branche de Guarulhos, qui allait de Carandiru à Cumbica (pt), a fonctionné jusqu'en 1965 avec une gare dans le district.
La chanson a été récompensée au Carnaval de Rio en 1964, enregistrée par le groupe populaire Demônios da Garoa, remportant le Prix Musical du Carnaval pour le quatrième centenaire de Rio de Janeiro (Prêmio de Músicas Carnavalescas do IV Centenário do Rio de Janeiro), et elle a été choisie par les habitants de São Paulo lors d'un concours de Rede Globo, ayant été considérée parmi les dix plus grands succès de la musique populaire brésilienne de tous les temps.

## Versions
- 1964 : Demônios da Garoa
- 1973 : Gal Costa
- 1974 : Adoniran Barbosa
- 2010 : Caetano Veloso, Maria Gadú
- 2013 : Zeca Pagodinho

## Paroles
« Não posso ficar nem mais um minuto com você

Sinto muito, amor, mas não pode ser.

Moro em Jaçanã... se eu perder esse trem, que sai agora às onze horas

Só amanhã de manhã (...) »
« Je ne peux pas rester avec toi une minute de plus

Je suis désolé, mon amour, mais ce n'est pas possible.

J'habite à Jaçanã... si je rate ce train, qui part maintenant à onze heures

Seulement demain matin (...) »